# María Pilar Burges
María Pilar Burges Aznar (Zaragoza, 1928-22 de febrero de 2008) fue una pintora española, acuarelista, grabadora, figurinista, escenógrafa, diseñadora y profesora, creadora de un estilo pictórico propio que ella misma acuñó como "hiperrealismo situacional". Participa en numerosas exposiciones individuales y colectivas a nivel regional, nacional e internacional, especialmente en la década de los años 70. Se forma en la Academia de Joaquina Zamora, pintora considerada por los críticos como la "decana de las artes aragonesas" de la que Burges llega a ser su alumna predilecta, y prosigue su formación artística en la Escuela Superior de Bellas Artes de San Jorge de Barcelona y en la Academia de Bellas Artes de Roma. 
Licenciada en Bellas Artes por la Universidad de Barcelona y doctorada en Bellas Artes por la Universidad Complutense de Madrid, Burges es la primera aragonesa doctorada en dicha disciplina.
Pictóricamente, transita por diferentes etapas: desde un realismo clásico de tono poético al neoimpresionismo, pasando por el neocubismo o el arte pop. Burges realiza una importante labor pedagógica desde su centro ´Escuela de Arte Aplicado Burges´, en la que forma a otros pintores a lo largo de dos décadas. Su extenso legado artístico está compuesto por más 1140 piezas, entre las que destacan más de 200 lienzos e incluye obras plásticas, autorretratos, fotografías, ilustraciones, murales y escritos originales, algunas de los cuales están dedicados a Burges por otros artistas de la época. En su testamento detalla su deseo de que su obra no se dispersara y pudiese ser expuesta en un mismo espacio para su exhibición y estudio. La familia de la artista cedió su legado en 2015 al Ayuntamiento de Fayón (Zaragoza), corporación que nombró a Burges hija adoptiva en 2017 y que ha materializado el deseo de la pintora creando el `Espacio Burges´.
La creadora aragonesa es descrita por quienes le conocieron como una mujer de carácter indómito e inconformista, con una dialéctica que intimidaba a menudo a sus interlocutores por su oratoria y claridad argumental. Antes de morir, dejó constancia del mensaje que debía incluirse en su epitafio : “Vivió despierta”.
El Ayuntamiento de Zaragoza le dedicó en el año 2012 la exposición `María Pilar Burges. Retrospectiva 1949-1986´. En marzo de 2020, con motivo del Día de la Mujer, la Universidad de Zaragoza expuso una muestra de las obras pictóricas de María Pilar Burges centrada en el universo femenino de la pintora. El catálogo "Mujeres. María Pilar Burges" (ISBN- 9788413400860) recoge la exposición y reproduce toda la obra expuesta con textos de Juan Baldellou, Antón Castro, María Isabel Sepúlveda Sauras y de la propia comisaria, María Burges Plasenc.  

## Biografía
Estudió en el Colegio Santa Ana de Zaragoza, un centro femenino gestionado por monjas. Desde muy temprana edad, mostró una gran capacidad intelectual, obteniendo excelentes calificaciones en la mayoría de las asignaturas. Tras acabar el Bachillerato con media de sobresaliente, se marchó un año a Logroño (1947-1948) para estudiar Magisterio Nacional y así desarrollar una faceta educadora que forjaría su futuro carácter.
Comenzó su formación artística en los años de Bachillerato asistiendo al estudio de Dibujo Publicitario que el ilustrador de crónica, Manuel Bayo Marín, montó en Zaragoza. Al mismo tiempo, y por un periodo más largo, recibió clases de Joaquina Zamora, en cuya academia María Pilar aprendió la proporción, los colores o la estilización de la figura humana, conocimientos con los que pudo obtener la beca Francisco Pradilla de la Diputación Provincial de Zaragoza  y así cursar Bellas Artes en la Escuela San Jorge de Barcelona de 1953 a 1955.
Esta no sería la única ayuda pública que conseguiría la artista aragonesa. De forma consecutiva, en el año 1956 y 1957, ganó por oposición una bolsa de viaje para pintores del Ayuntamiento de Zaragoza.  Con el dinero obtenido, viajó primero a París y después a Roma, siendo para ella una oportunidad de conocer las vanguardias pictóricas y el mundo cultural que estaba teniendo lugar fuera de España. Su relación con la ciudad eterna no acabaría aquí, puesto que en 1960 obtuvo del Gobierno de Italia una "pensión de perfeccionamiento" tras resultar elegida en una convocatoria de casi 6.000 candidatos. Gracias a ello, durante un año, la artista conoció de cerca la técnica del fresco, en la que país italiano ha sido el principal referente. 
En 1986 convalidó sus estudios previos y obtuvo la licenciatura en Bellas Artes por la Universidad de Barcelona (UB).  A continuación comenzó los estudios de doctorado, que se alargarían hasta el año 1995. Su tesis versó sobre el proceso creador: "Estudio del trayecto recorrido por el creador plástico desde el proyecto intencional hasta la obra realizada. Condiciones psicológicas y sociales". Lo leyó y defendió en la Universidad Complutense de Madrid obteniendo una calificación de "cum laude" por unanimidad del tribunal. Además, según reflejó el crítico de arte Jaime Esaín, con este título María Pilar Burges se convirtió en la primera aragonesa doctorada en Bellas Artes.
Tras pasar algunas temporadas de su vida en Barcelona, París, Roma o Gran Canaria, finalmente María Pilar decidió establecerse en su casa familiar de Zaragoza, ubicada en la calle Coso 43. María Pilar se crio en el seno de una familia de destacados deportistas. Su padre, Juan Antonio Burges Casanova, fue un notable y polifacético atleta, campeón de Aragón en disciplinas como pértiga o 100 metros lisos y futbolista cofundador del histórico club de fútbol Iberia, germen del futuro Real Zaragoza. En su juventud, María Pilar era popular en su club, el Stadium Casablanca de Zaragoza, como reconocida nadadora y saltadora de trampolín y palanca, caso similar al de su hermano pequeño Juan Antonio. Su madre, de procedencia burguesa y conocedora de la obra de pensadoras como Simone de Beauvoir, hablaba francés y hacía de anfitriona de las tertulias de distinto signo político que tenían lugar en la casa familiar. 
A pesar de que tuvo algunas relaciones sentimentales de cierta duración, Burges siempre se caracterizó por su independencia y autonomía, lo que finalmente le llevó a una vida más individual, alejada del matrimonio y centrada en su faceta creadora. No en vano, afirmaría en una ocasión que "una no puede estar casada si quiere dedicarse al arte".
Falleció en su ciudad natal, Zaragoza, en febrero de 2008  tras luchar contra un cáncer de larga duración. Como dejó por escrito en su testamento, tenía dos principales inquietudes una vez ella no estuviese: la de conservar su legado y exponerlo al público en un mismo espacio, y la de que su tesis doctoral se pudiese publicar.

## Trayectoria artística y vital
La trayectoria artística de María Pilar Burges atraviesa diferentes etapas, en las que experimenta con nuevas técnicas y estilos. Ocupan un papel importante en su carrera las artes decorativas, especialmente el figurinismo y escenografía teatral, los anuncios y murales.
Su primer gran encargo como muralista fue en 1954, cuando ganó un concurso en 1954 para realizar los frescos de la ermita de la Virgen del Pilar en el municipio zaragozano de Fayón, donde volvería a pintar en 2006 otra sección interior del mismo edificio con la ayuda de dos de sus discípulos: Juan y Héctor Baldellou.
Después de este encargo, Burges siguió realizando murales en numerosos bares, restaurantes, salas de fiestas o tiendas de la capital aragonesa, como el Café París en el Paseo Las Damas. También lo hizo en otras ciudades como La Palma de Gran Canaria, en la que realizó 18 murales en 1966. 
La aragonesa también trabajó con otros materiales como placas cerámicas o cristal. Dejó su impronta en cristales decorados, desde 1968, trabajos con los que obtuvo la Primera Medalla de Artesanía Aragonesa en vidrio decorado, logrando muchos encargos para residencias particulares, clínicas dentales, bufetes, establecimientos comerciales, así como la nueva iglesia del colegio de las Hermanas de Santa Ana en Torrero, del arquitecto Ángel Borruey, entre otros trabajos.
Junto con su cuñada Pilar Ruiz de Gopegui y Mendigacha creó en 1970 el estudio-taller de cristal decorado Burglass, situado en la calle Jussepe Martínez (antigua calle Goya), cuya actividad finalizó en 1984 al fallecer Ruiz de Gopegui.
Como pintora de caballete, Burges fue galardonada con el Primer Premio de Salón de Artistas Aragoneses en 1954. Recibió otros premios y reconocimientos como el Premio Ciudad de Tarazona (1956), Medalla de bronce en el III Salón Hispano-Francés (1964) o Medalla de Oro del V Salón Hispano-Francés (1966).
Participó en numerosas exposiciones individuales y colectivas a nivel regional, nacional e internacional, sobre todo en la década de los años 70. En los años 70, acuñó el término “hiperrealismo situacional” para hacer alusión a una pintura de estilo lumínico-cubista con gran carga de crítica social a los problemas de su tiempo. 
Sus inquietudes traspasaron el mundo artístico. De 1957 a 1968 dio numerosas charlas y conferencias en centros y asociaciones culturales de las ciudades en las que expuso su obra. Entre otras, hay que destacar la charla "La enseñanza del dibujo y la pintura" en la Diputación Provincial de Zaragoza o "La pintura mural hoy" en el Casino Mercantil de la capital aragonesa. Esta última, organizada por al Ateneo de Zaragoza, supuso además que Burges fuese la primera mujer en ocupar la tribuna de la citada institución desde los tiempos de la Guerra Civil.
Debido a su recurrente deseo vital de escribir y narrar, realizó colaboraciones periodísticas eventuales. Redactó artículos desde el extranjero para medios como Heraldo de Aragón, el Noticiero, Andalán o Amanecer y escribió una pieza mensual sobre arte en la revista Zaragoza Hostelera. Asimismo, no hay que olvidar los trabajos radiofónicos que hizo María Pilar en Radio Zaragoza o Radio Juventud.

## Docencia
Impartió sus primeras clases en 1956 como profesora de dibujo y pintura en la Institución Alamillo en Zaragoza. Un año después, una vez que la escuela se trasladó a Madrid, Burges creó su propio centro formativo: la "Escuela de Arte Aplicado Burges".  Con el bagaje nacional e internacional que tenía por entonces, se planteó convertir el centro en un referente para la investigación pedagógica de las Bellas Artes con una metodología renovada y distinta a la línea academicista que predominaba en Zaragoza por entonces, objetivo que intentó poner en práctica hasta que cerró la escuela en 1970. Entre los alumnos que pasaron por las aulas destacan Juan Baldellou, Carmen Salarrullana, Paco Simón, Víctor Mira, Pilar Usar, Pilar Marco, Emilia Navarro o Maite Ubide.
De 1970 a 1973 trabajó como profesora de Ilustración Publicitaria y de Escenografía en la Escuela de Publicidad Hermanos Albás y en la Escuela de Arte Dramático.. Tras un largo parón, retomó la enseñanza con las "Aulas de Tercera Edad", un proyecto impulsado por la Diputación General de Aragón y en el que participó desde 1980 hasta 1993.